# United States Holocaust Memorial Museum
(Bill Clinton 42º presidente degli Stati Uniti d'America, all'inaugurazione del museo)
Il United States Holocaust Memorial Museum (USHMM) è il museo dell'olocausto ufficiale degli Stati Uniti d'America. Sito nella capitale Washington, il museo provvede la documentazione, lo studio e l'interpretazione della storia dell'Olocausto. Il museo si è dedicato a prevenire i genocidi, a difendere la dignità umana e a rafforzare la democrazia in tutto il mondo. Uno degli studi che ha suscitato maggiore interesse riguarda lo stabilire la giusta portata dell'Olocausto sia in termini di siti implicati, sia in numero di vittime. Ad avviso degli storici del Museo, infatti, il numero dei siti implicati nell'Olocausto è di gran lunga superiore a quanto originariamente ritenuto (sono stati censiti circa 42.500 tra campi di concentramento, ghetti, campi di lavoro, ecc.). Ciò porterebbe a stimare il numero complessivo delle vittime dell'Olocausto (inclusi i non ebrei) tra i 15 e i 20 milioni (oltre i 6 milioni ebrei vanno infatti considerati civili russi, polacchi e serbi, rom, disabili, omosessuali, testimoni di Geova, ed altre minoranze perseguitate).

## Dati significativi

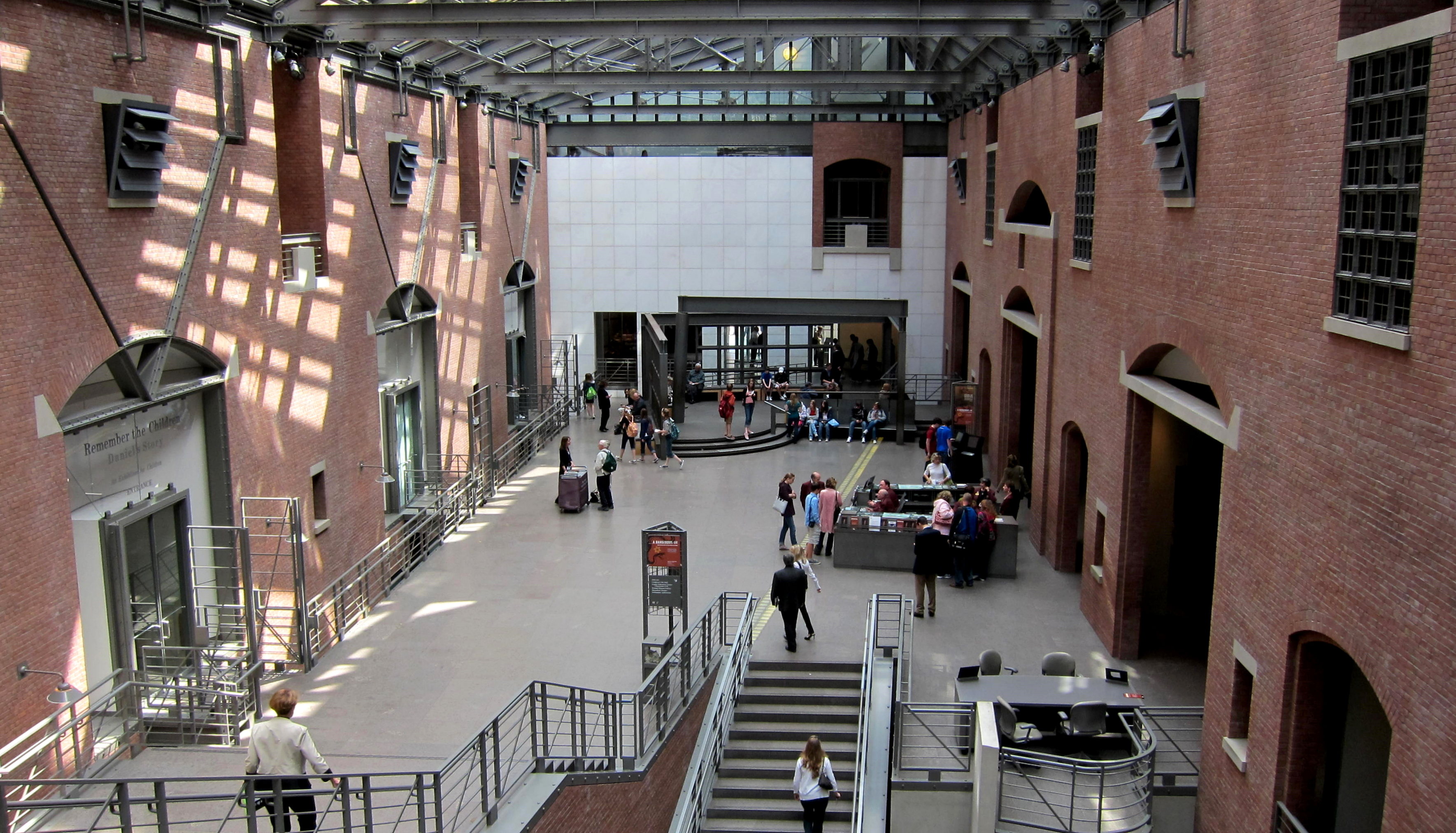
Interno di uno degli ampi ambienti del Museo

Con un budget poco meno di 78,7 milioni di dollari (47,3 milioni di dollari provenienti da fondi federali e 31,4 milioni di dollari da donazioni private), nel 2008, il Museo ha avuto un organico di circa 400 dipendenti, 125 collaboratori, 650 volontari, 91 sopravvissuti all'Olocausto, e 175.000 soci. Ha uffici locali di New York, Boston, Boca Raton, Chicago, Los Angeles e Dallas.
Fin dalla sua inaugurazione, il 22 aprile 1993, il Museo ha accolto quasi 30 milioni di visitatori, tra cui più di 8 milioni di bambini in età scolare. Ha inoltre ricevuto 91 capi di stato e più di 3.500 funzionari stranieri provenienti da oltre 132 paesi. I visitatori del museo provenienti da tutto il mondo sono stati per il 90% visitatori non sono ebrei. Il suo sito web ha avuto 25 milioni di visite nel 2008 con una media giornaliera di visite da 100 diversi paesi del mondo. Il 35% di queste visite erano di appartenenti a paesi al di fuori degli Stati Uniti e con più di 238.000 visite provenienti da paesi a maggioranza musulmana.
Le collezioni del museo contengono più 12.750 reperti, 49 milioni di pagine di documenti, 80.000 fotografie storiche, 200.000 registrazioni dei sopravvissuti, 1.000 ore di filmati, 84.000 voci in catalogo, e 9.000 testimonianze di storie orali. Ha anche insegnanti borsisti in ogni stato degli Stati Uniti e dal 1994 ha accolto anche 400 borsisti universitari provenienti da 26 diversi paesi da tutto il mondo.
I ricercatori del United States Holocaust Memorial Museum, hanno documentato inoltre 42.500 ghetti e campi di concentramento costruiti dai nazisti dal 1933 al 1945 nell'Europa controllata dai tedeschi.

## Storia
Il 1º novembre 1978, il presidente Jimmy Carter designò la Commissione presidenziale sull'olocausto, presieduta da Elie Wiesel, un autore di primo piano sopravvissuto all'Olocausto. Wiesel ebbe un mandato esplorativo per la creazione e l'organizzazione di un memoriale alle vittime dell'Olocausto e di stabilire una commemorazione annuale in loro memoria.

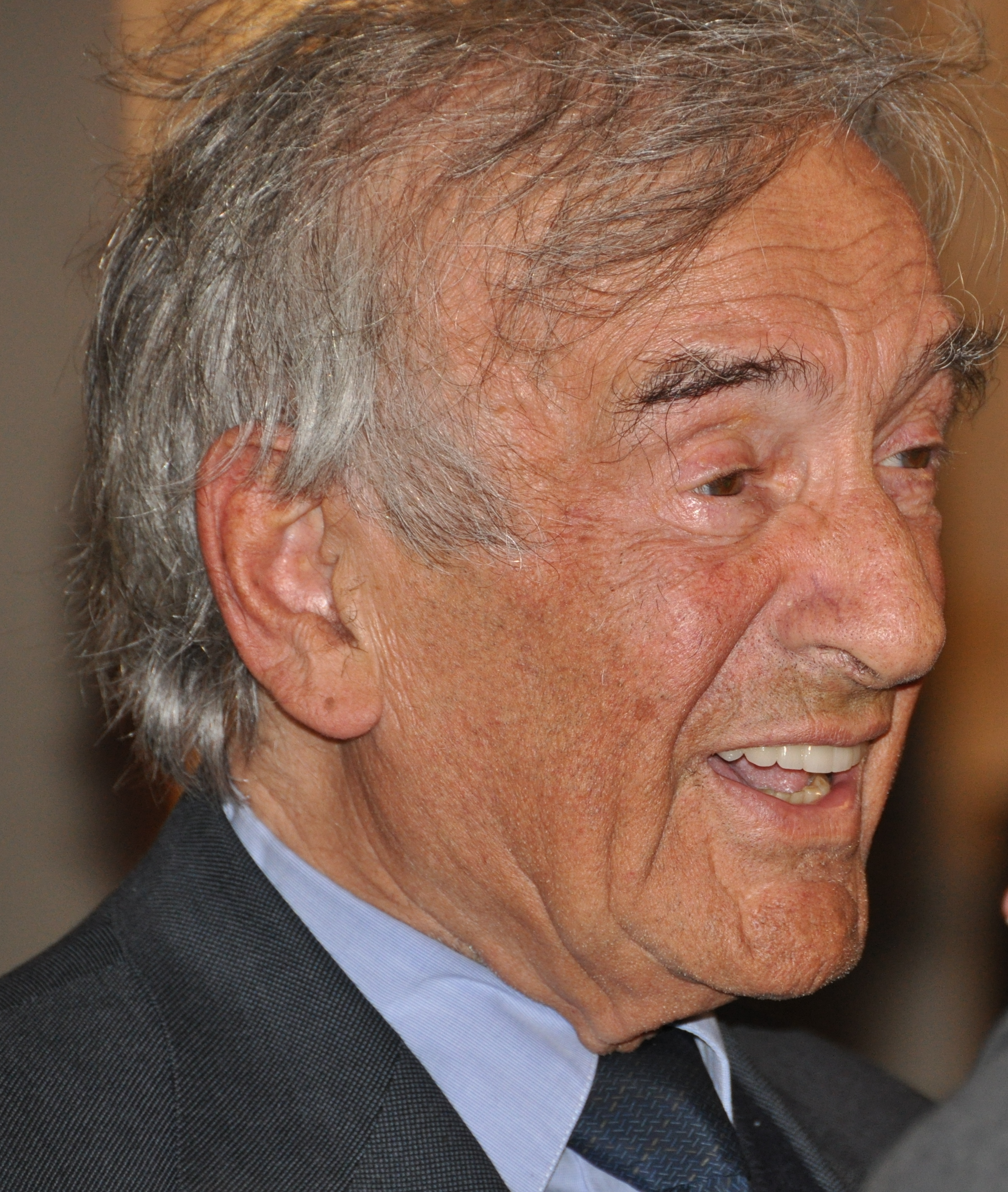
Elie Wiesel incaricato presidenziale per la creazione del Museo

Il 27 settembre 1979 la Commissione presentò la sua relazione al presidente, raccomandando che il museo nazionale, memoriale dell'Olocausto, fosse stabilito a Washington e fosse composto da tre istituzioni principali: Un museo/memoriale nazionale, una fondazione educativa, e un comitato per la Coscienza

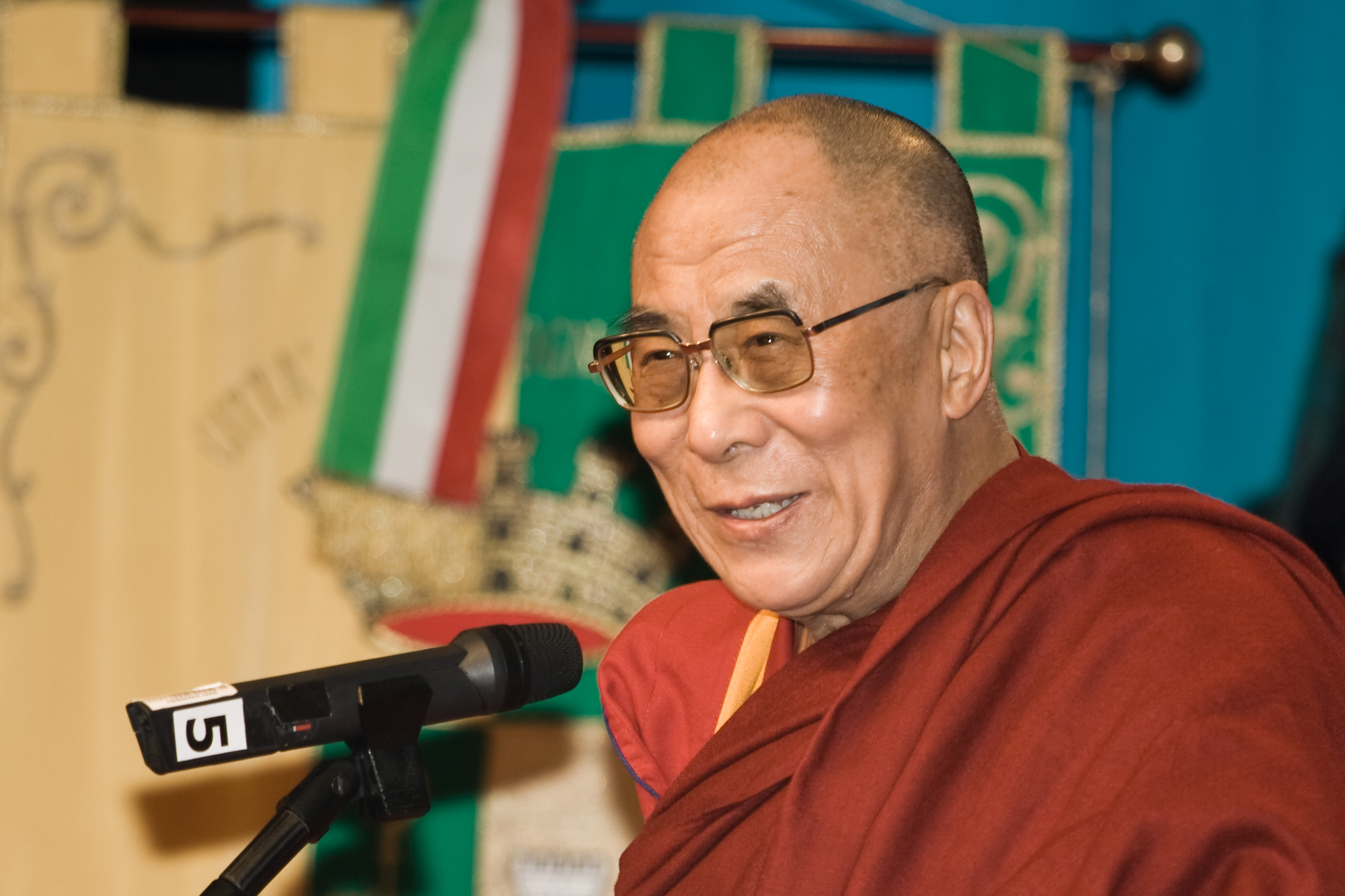
Tenzin Gyatso, 14º Dalai Lama del Tibet fu il primo importante ospite del Museo dopo la sua inaugurazione

Nel 1980, dopo il voto unanime, da parte del Congresso degli Stati Uniti, per la costruzione del museo, il governo federale mise a disposizione per la sua realizzazione, 1,9 acri di terra adiacente al Monumento a Washington.
Sotto la direzione di Jeshajahu Weinberg e il presidente del Comitato Miles Lerman, furono utilizzati circa 190 milioni di dollari, provenienti da fondi privati, per la progettazione edilizia, per l'acquisizione degli artefatti del Museo e per la creazione dell'esposizione. A ottobre del 1988, il presidente Ronald Reagan pose quindi la prima pietra dell'edificio del museo.
Il Museo fu progettato dall'architetto James Ingo Freed. Fu inaugurato il 22 aprile 1993 con interventi del presidente statunitense Bill Clinton, di quello israeliano Chaim Herzog, di Harvey Meyerhoff, e dell'incaricato ufficiale alla sua realizzazione Elie Wiesel. Il 26 aprile 1993, il museo fu aperto al pubblico con un primo importante ospite, Tenzin Gyatso, 14º Dalai Lama del Tibet.
Nel 1999, l'organo di governance del Museo ovvero il Consiglio dell'USHMM, ha eletto Sara J. Bloomfield come secondo direttore del museo. Sotto la sua guida, il Museo ha ricevuto nuovo impulso creando una serie di programmi significativi. Questi sono stati: il "National Institute for Holocaust Education" (l'Istituto Nazionale per l'Educazione sull'Olocausto), il "Center for Advanced Holocaust Studies" (il Centro Avanzato per gli Studi sull'Olocausto) e la "Academy for Genocide Prevention" (L'Accademia per la Prevenzione dei Genocidi).
La Bloomfield inoltre, ha avuto un ruolo primario nella creazione dell' "International Tracing Service Archive" e come supervisore ha organizzato mostre importanti con una vasta partecipazione di pubblico come:La storia non conosciuta del Ghetto di Kovno (tenuta dal 1997 ad oggi); Le Olimpiadi naziste di Berlino del 1936 (dal 1996 al 1997) (e ancora oggi itinerante negli Stati Uniti), e La liberazione nel 1945 (dal 1995 al 1996). La Bloomfield è stata inoltre ideatrice del programma delle mostre itineranti del Museo, che già nel primo anno da quando furono stabilite, ha avuto quattro mostre in 12 città degli Stati Uniti. Sotto la sua supervisione inoltre sono stati stampati due importanti pubblicazioni: La liberazione nel 1945 (USHMM, 1995) e La storia non conosciuta del Ghetto Kovno (Bullfinch Press, 1997) che sono state di supporto alle due mostre itineranti.

## Architettura e suddivisione della location
(architetto James Ingo Freed)

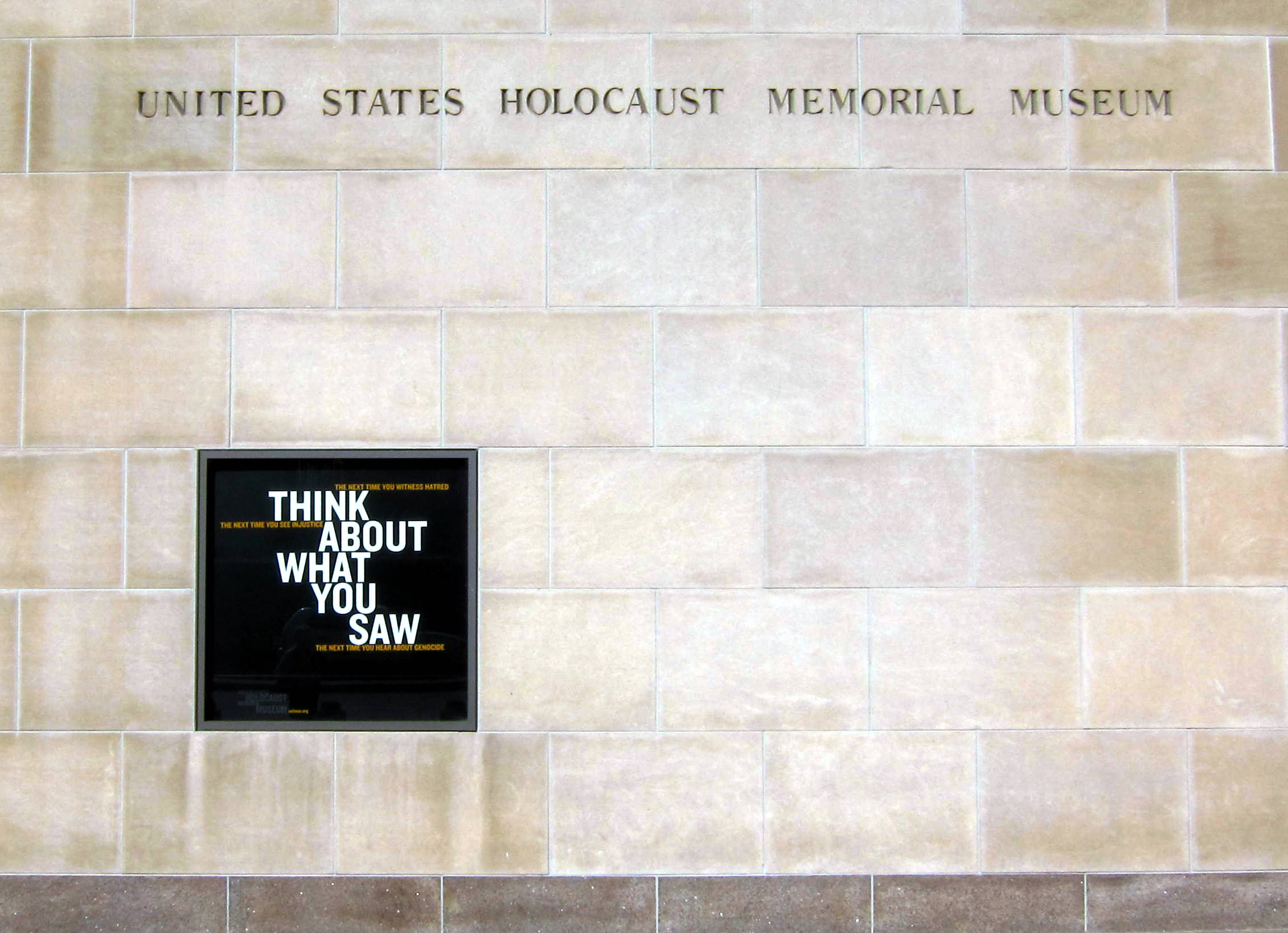
Facciata esterna del Museo presso l'entrata con la scritta che invita a "pensare"

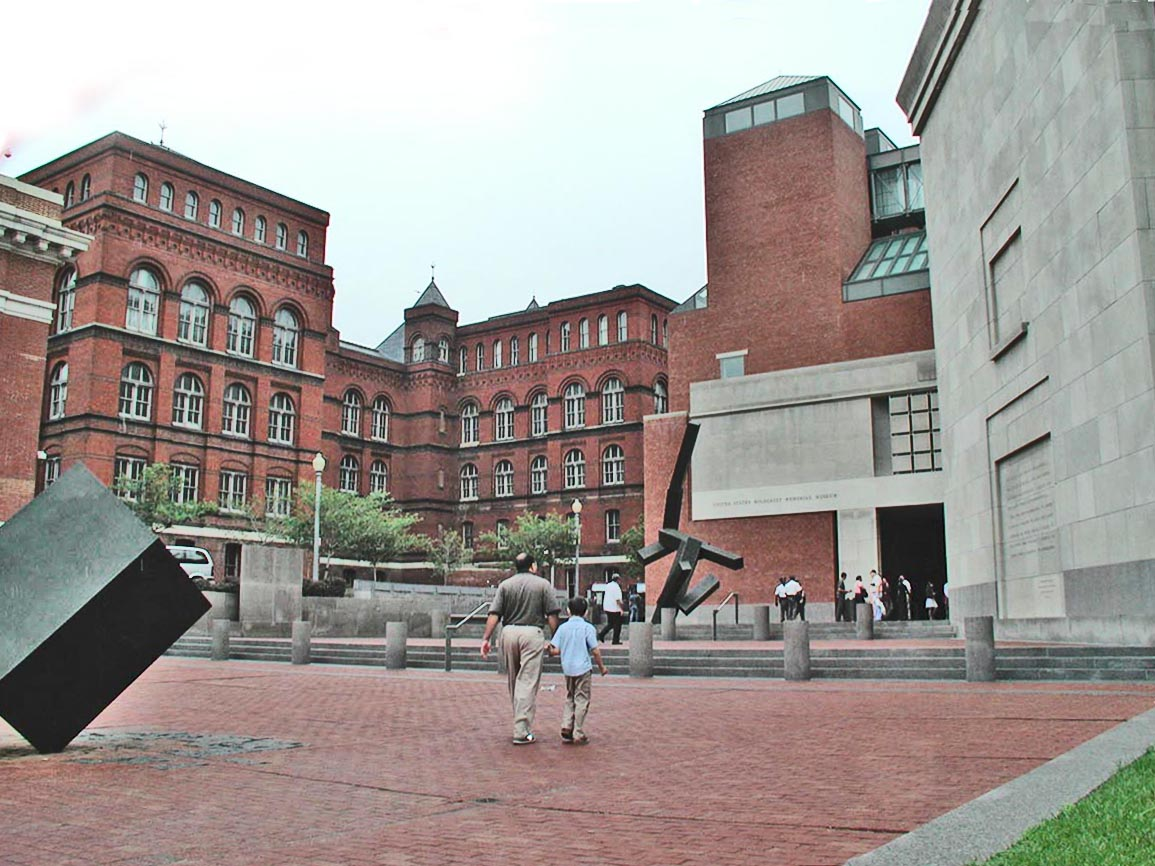
Un altro ingresso del Museo visto da piazza Dwight Eisenhower

Il museo fu progettato dall'architetto James Ingo Freed (Essen, 23 giugno 1930 – New York, 15 dicembre 2005) della Pei Cobb Freed & Partners, in collaborazione con Finegold Alexander & Associates Inc. Nato da una famiglia ebrea in Germania, l'architetto James Freed si rifugiò negli Stati Uniti quando aveva appena nove anni ovvero nel 1939, quando con i suoi genitori fuggì dall'Europa per scampare alle persecuzioni del regime nazista.
L'esterno dell'edificio si confonde con l'architettura neoclassica georgiana e moderna di Washington DC. Entrando nel museo, le cose cambiano. Infatti ogni elemento architettonico sembra diventare un nuovo elemento di allusione alla Shoah.
Nel progettare l'edificio, Freed ha fatto diverse ricerche che hanno comportato non solo lo studio degli edifici della architettura tedesca della seconda guerra mondiale, ma ha visitato anche i siti dell'Olocausto in tutta Europa. Sia l'edificio del museo sia le mostre in esso contenute hanno lo scopo di evocare l'inganno, la paura, e solennità, in contrasto con il comfort e la grandezza degli edifici pubblici della capitale americana.
 Il Museo ha anche due teatri, spazi per esposizioni temporanee, una grande biblioteca per la ricerca e un archivio, un centro interattivo di apprendimento, aule, uno spazio per il memoriale, e aree dedicate alla discussione.

## Mostre
Sono due le mostre del museo aperte dal 1993, quella della Sala della Memoria e la più grande, la Mostra Permanente. Vengono tenute inoltre numerose e regolari mostre temporanee su temi legati alla Shoah e ai diritti umani violati nel mondo. L'USHMM organizza negli Stati Uniti in particolar modo e su richiesta in altri paesi, mostre itineranti.

### Sala della Memoria

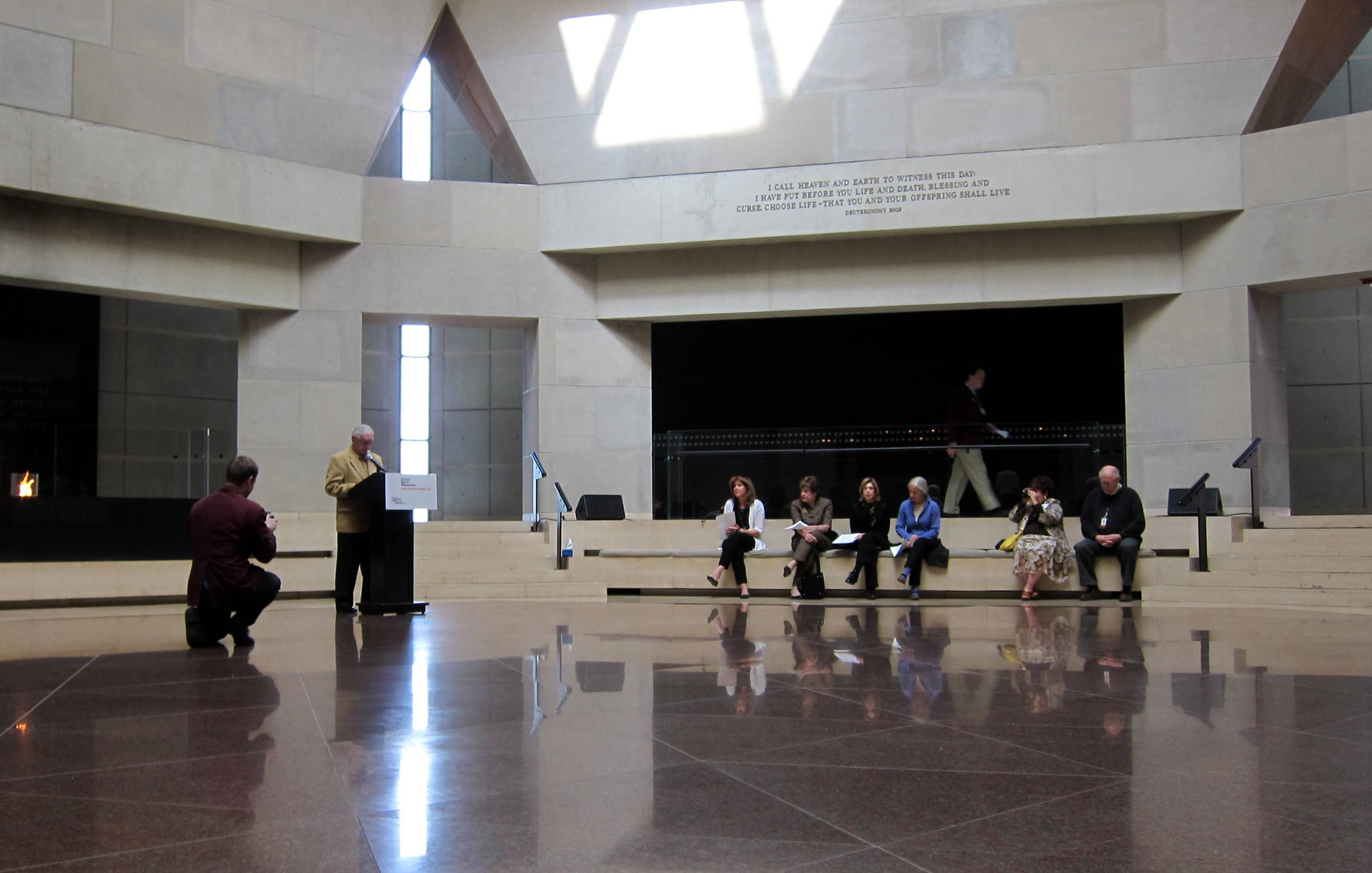
La Sala della Memoria si noti di fronte in alto, la grande scritta di Deuteronomio 30,19

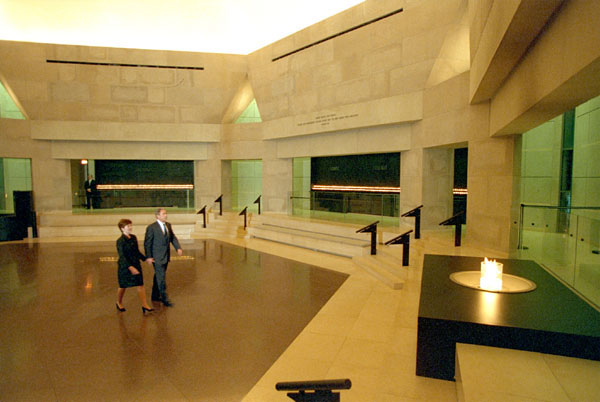
19 aprile 2001, George W. Bush 43º Presidente degli Stati Uniti con la First lady Laura Bush in visita al Museo

Di forma esagonale la Sala della Memoria è il memoriale ufficiale del museo alle vittime e ai sopravvissuti dell'Olocausto. La sala, volutamente disadorna, contiene in primo piano la fiamma eterna posta su un contenitore nero contenente le ceneri provenienti dai campi di concentramento d'Europa.
Questo è il luogo della memoria, i visitatori possono partecipare alla commemorazione accendendo candele e ponendosi presso la fiamma eterna in silenziosa riflessione.
La sala è sovrastata da una immensa scritta riportante un passo biblico delle Scritture Ebraiche (Vecchio Testamento) ovvero quello di Deuteronomio capitolo 30 versetto 19 che riporta le parole di Dio pronunciate da Mosè al popolo di Israele (Deuteronomio 30,19) in cui si esprime la vita come scelta.
L'ambasciata d'Italia a Washington ha partecipato ad alcune manifestazioni che si sono svolte nella Sala della Memoria. Nel 2011, ad esempio nel sito ufficiale della ambasciata d'Italia a Washington si legge: " La capitale americana ha ricordato le vittime della Shoah con una cerimonia nella  sala della memoria del Museo dell'Olocausto. Membri del Congresso e dell'Amministrazione Usa, ambasciatori e esponenti della comunità ebraica hanno ascoltato le parole di Martin Weiss, prigioniero ad Auschwitz, insieme alle storie di alcuni sopravvissuti all'orrore dei lager, accendendo la tradizionale candela della memoria.
L'ambasciatore italiano Giulio Terzi di Sant'Agata affermò che: "[....] l'Italia ha fatto di questo giorno un'occasione ufficiale e pubblica di riflessione su un momento buio della civiltà umana, affinché i nostri figli, in Italia e nel mondo, non dimentichino e siano sempre protagonisti nella battaglia contro ogni discriminazione".

### Mostra permanente
La mostra permanente dell'USHMM occupa la maggior parte della superficie del museo ed è la parte del museo più visitata snodandosi per tre piani ovvero il secondo, il terzo e il quarto piano. In questi tre piani è mostrata la storia cronologica della Shoah con l'ausilio di 900 reperti, 70 video e quattro teatri che mostrano filmati storici e racconti di testimoni oculari. Il programma della visita alla 'permanente' inizia dal quarto piano, prosegue al terzo e si conclude al secondo piano seguendo l'iter della cronologia dell'olocausto.

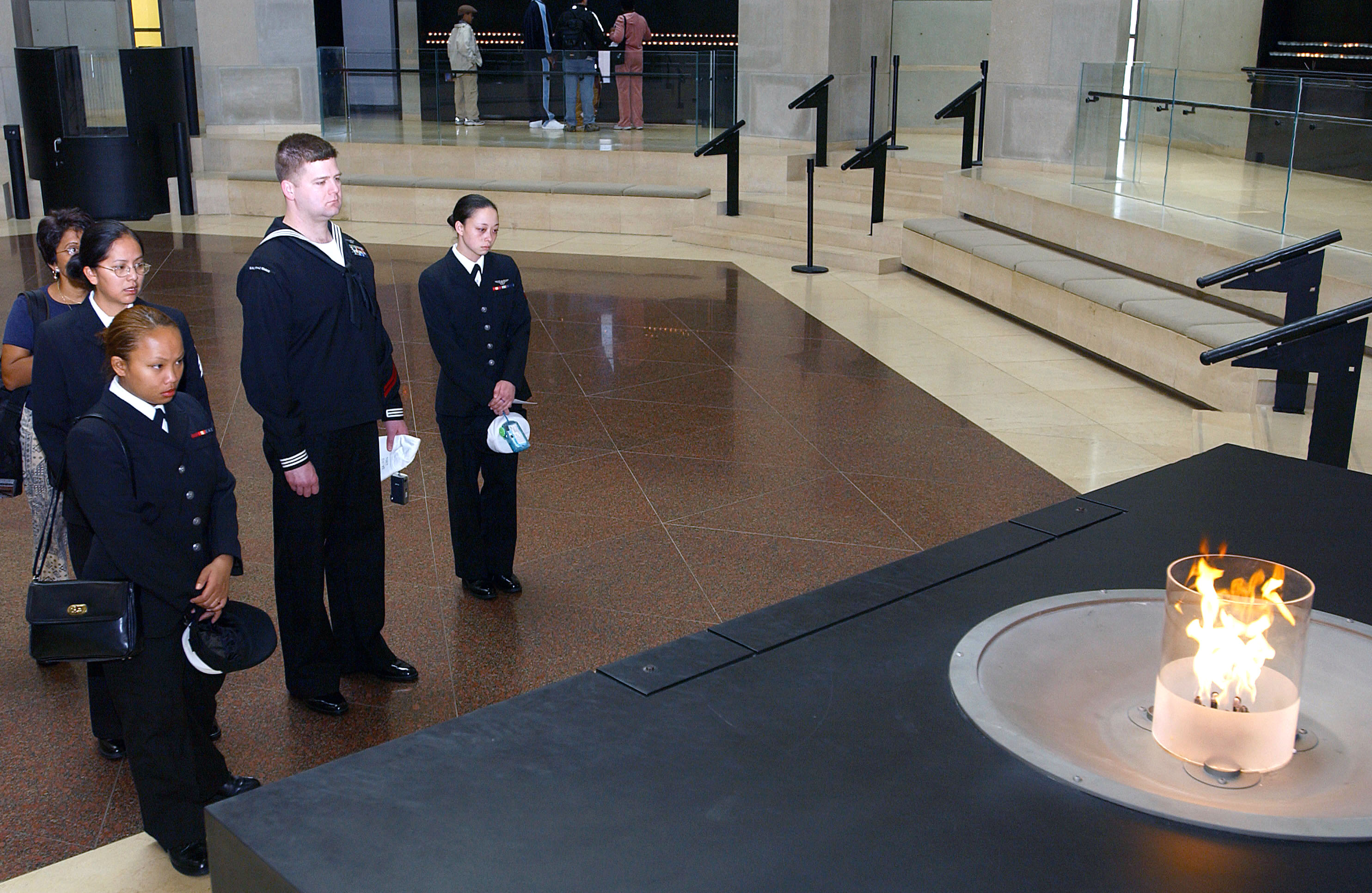
Sala della Memoria e fiamma eterna

- Quarto piano - La mostra parte con l'ascesa al potere dei nazisti, 1933-1939, segue l'ideologia della razza ariana, la notte dei cristalli, l'antisemitismo e si conclude con la risposta americana alla Germania nazista. I visitatori proseguono quindi a piedi fino al:
- Terzo piano - Qui la mostra dimostra tutto sui ghetti e sulla soluzione finale della questione ebraica (Endlösung der Judenfrage), con la quale i nazisti cercano di sterminare gli ebrei europei uccidendone sei milioni, di cui molti nelle camere a gas.
- Secondo piano - La mostra permanente si conclude a questo piano con la liberazione dei campi di concentramento da parte delle forze alleate, che comprende un filmato proiettato continuamente con le testimonianze e le esperienze dei sopravvissuti all'olocausto.

Per visionare l'intera mostra i visitatori che giungono alla 'permanente' per la prima volta, impiegano di solito dalle due alle tre ore. Per alcune immagini e per il tipo di argomenti trattati, la mostra è consigliata ad un pubblico di età superiore agli undici anni.

### Mostre itineranti
Dal 1991, il USHMM ha realizzato anche mostre itineranti negli Stati Uniti d'America e in diverse parti del mondo. Queste mostre sono state tenute in oltre cento città e in più di 35 diversi stati. È possibile richiedere di ospitare una mostra nella propria città su diversi temi riguiardanti l'olocausto, come per esempio: "Le Olimpiadi naziste: Berlino 1936" o "La persecuzione nazista degli omosessuali", e tantissime altre tematiche basate sulle necessità dei richiedenti.

## Collezioni
Un'altra importante peculiarità del museo di Washington (D.C.) sono le sue collezioni. Paragonata alle collezioni di altri musei dell'olocausto, quelle dell'USHMM di Washington (D.C.) sono considerate tra le più grandi e più complete collezioni di materiali dell'Olocausto del mondo. Esse sono state catalogate in otto parti principali: Archivi, arti e artefatti, film e video, musica, storia orale, fotografia, amministrazione e conservazione e includono una grande varietà di temi:

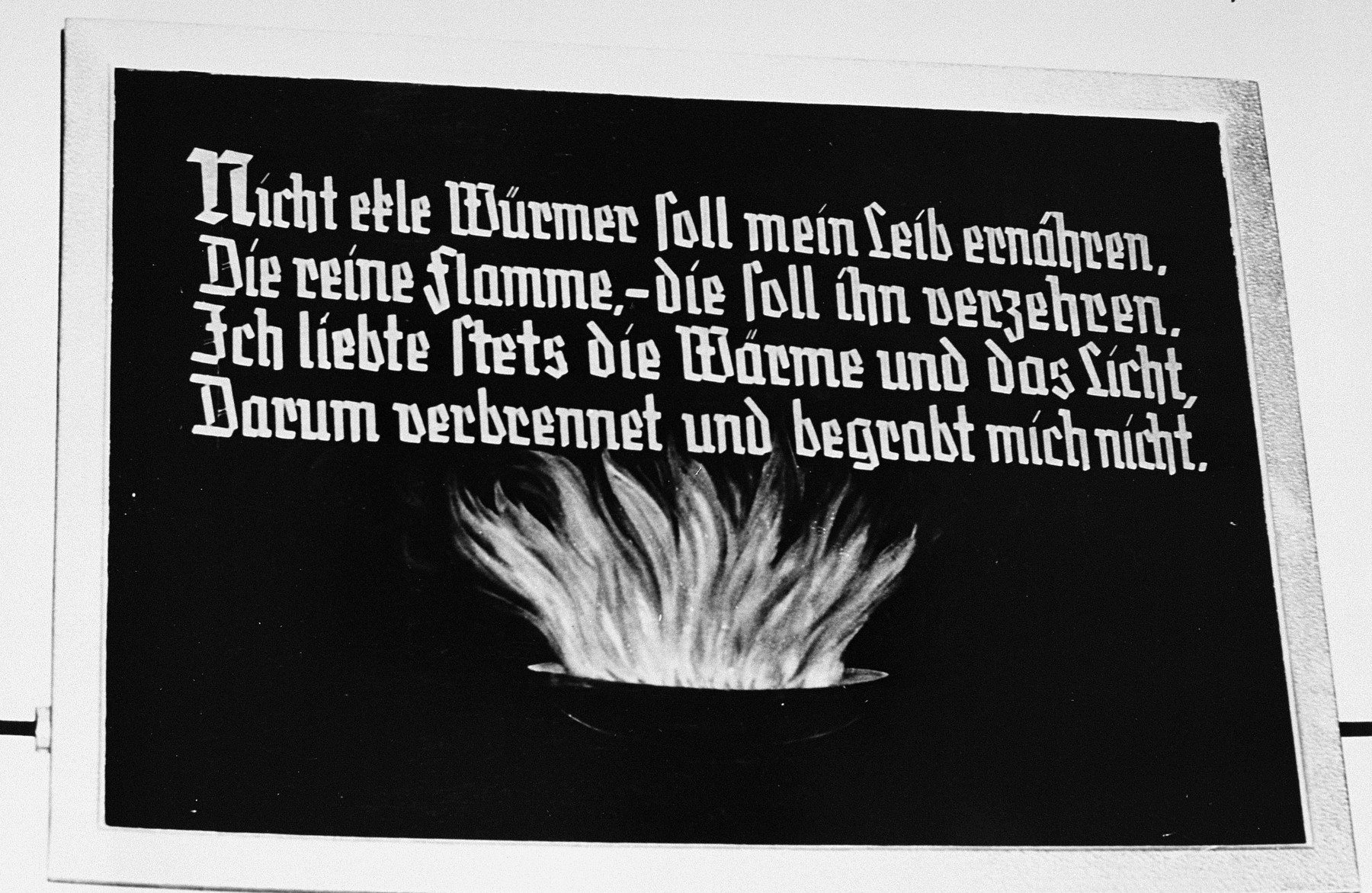
Dall'archivio del Museo. Una delle 80.000 fotografie storiche della collezione dell'USHMM. Qui altri esempi.
La foto ritrae la scritta beffarda nazista posta all'ingresso dei forni crematori del campo di sterminio di Buchenwald che recitava: " Non ci sono vermi a far festa sul mio corpo. [Invece] le fiamme purificatrici dovrebbero consumarlo. Ho sempre amato il calore e la luce, e per questo motivo non dovete seppellirmi, ma cremarmi.. "

- Vita ebraica in Europa prima dell'Olocausto.
- Il consolidarsi del potere del movimento nazista in Germania ed in Austria.
- La fuga dei profughi europei dalla Germania nazista e le comunità dei rifugiati in tutto il mondo
- Le basi pseudo-scientifiche della discriminazione razziale nazista e la campagna di propaganda contro gli ebrei, i rom e sinti, e i disabili mentali e fisici
- La politica antiebraica nazista del 1930 iniziata con la notte dei cristalli (Kristallnacht)
- La persecuzione nazista dei rom[20][21] e sinti, omosessuali,[22][23], testimoni di Geova,[24][25][26][27][28][29] dissidenti politici[30][31][32] polacchi e prigionieri di guerra sovietici
- L'invasione e l'occupazione dell'Europa orientale e occidentale
- Il rastrellamento, la deportazione e il reinsediamento degli ebrei europei
- La fucilazione di massa operata dai Einsatzgruppen
- Ghetti, campi di concentramento e campi di sterminio
- Collaborazionisti nazisti e stati satelliti
- Resistenza, aiuto e vita in clandestinità durante l'Olocausto
- La liberazione dell'Europae la scoperta e denuncia dei campi di concentramento nazisti
- I crimini di guerra
- Gli sfollati dai campi
- L'immigrazione legale e illegale in Palestina
- L'immigrazione nel dopoguerra verso l'America
- Patrimonio dell'Olocausto e restituzione
- Memoriale dell'Olocausto e commemorazione

Il patrimonio del Museo comprende libri, opuscoli, annunci pubblicitari, mappe, film e filmati storici, opere d'arte, testimonianze audio e video riportanti molte testimonianze orali, musica e registrazioni audio, arredi, frammenti architettonici, modelli, macchinari, strumenti, microfilm e microschede di documenti governativi e di altri documenti ufficiali, effetti personali, documenti personali, fotografie, album fotografici e tessuti. Le informazioni relative a questi reperti possono essere accessibili tramite banche dati on-line o visitando il museo. Ricercatori provenienti da tutto il mondo giungono al USHMM per consultare la vasta biblioteca, l'archivio e il registro dei sopravvissuti all'Olocausto (il Benjamin and Vladka Meed Registry).

## Ricerche storiche
(The Independent 3 marzo 2013)
Un'altra caratteristica dall'United States Holocaust Memorial Museum prevede studi e approfondite ricerche sull'Olocausto, visto nella sua dimensione globale, che non fu limitata allo sterminio di 6 milioni di ebrei, ma colpi' direttamente anche altri gruppi considerati razzialmente inferiori: le popolazioni civili russe, polacche e serbe, i rom, i disabili, gli omosessuali.
Uno di questi studi riguarda lo stabilire la giusta portata di quello che fu l'Olocausto anche in termini di siti implicati nei massacri e nel conseguente numero di vittime.

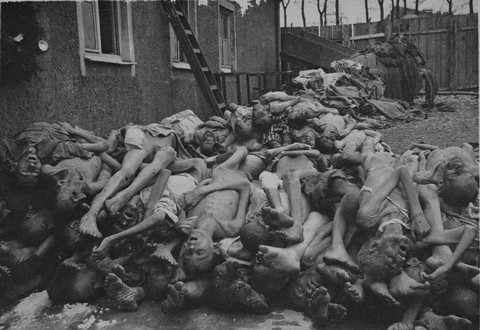
Dall'archivio fotografico del Museo: aprile 1945, mucchi di corpi senza vita dietro il crematorio di Buchenwald in una foto di Clinton C. Gardner

Lo studio condotto dal museo con ricercatori che hanno utilizzando i dati di circa 400 collaboratori e di cui si conosceranno i risultati finali fra qualche anno, ha fatto titolare il giornale britannico The Independent: Has Holocaust history just been rewritten? Astonishing new research shows Nazi camp network targeting Jews was 'twice as big as previously thought e The New York Times: The Holocaust Just Got More Shocking, dove i ricercatori, sostengono che i siti implicati nell'olocausto furono più di 42.500, con un numero di persone uccise che si aggirerebbe su 15-20 milioni, inclusi 6 milioni di ebrei.

Il direttore Harmut Berghoff ha commentato quanto riportato dal New York Times: "Un numero molto, molto più alto di quello che si pensava finora. Sapevamo quanto fosse terribile la vita nei campi e nei ghetti. Ma i numeri sono incredibili".
L'annuncio di questa ricerca, ripresa dai media di tutto il mondo, mostra l'impegno degli storici che collaborano con il museo nello stabilire dati esatti che se confermati, riscriverebbero almeno in parte l'intera storia dell'olocausto.
I dati: 15 - 20 milioni uccisi o detenuti dai tedeschi o da regimi filonazisti, 30.000 impianti, 1.150 ghetti, 1000 campi di prigionieri di guerra, "500 bordelli per soldati nazisti, oltre a siti eufemisticamente definiti di cura dove donne ebree erano costrette a abortire o i loro neonati erano uccisi al momento del parto. [...] Solo a Berlino i ricercatori hanno documentato 3mila campi e cosiddette case di ebrei, mentre Amburgo aveva 1.300 siti [...] Il sistema di imprigionamento usato dai nazisti era metodico ma imprevedibile: un individuo poteva passare attraverso una mezza dozzina di campi di lavoro, fabbriche o prigioni mentre altri erano spediti direttamente dai ghetti agli orrori di Treblinka o Sobibor. Ma i siti dell'Olocausto erano ovunque, e non si può più pensare adesso che un tedesco dell'epoca fosse ignaro di quanto stava succedendo, ha commentato Martin Dean, uno dei coautori della ricerca."

## L'enciclopedia
Nel 1999 l'USHMM ha iniziato i lavori per la realizzazione di un'opera che comprenda tutti i campi, ghetti e altri luoghi di detenzione del regime nazista. Il primo volume dell'Encyclopedia of Camps and Ghettos, 1933–1945 è stato pubblicato nel 2009 e l'ultimo, il volume VII è previsto nel 2025.

## Programmi
Molti sono i programmi in essere dell'USHMM, e altri in cantiere in cui centinaia di collaboratori sono impegnati nella ricerca. I programmi sviluppati dal museo fino ad ora sono:

### Centro di Studi Avanzati sull'Olocausto
Nel 1998, il USHMM ha istituito il Centro di Studi Avanzati sull'Olocausto, (Center for Advanced Holocaust Studies), (conosciuto anche con l'acronimo CAHS). Lavorando fianco a fianco con il Comitato Accademico del United States Holocaust Memorial Council, il CASH sostiene progetti di ricerca e di pubblicazioni sull'Olocausto e contribuisce a rendere accessibili le collezioni della Shoah correlate. Ha anche una partnership con la Oxford University Press con la quale pubblica una rivista scientifica sull'olocausto e studi sul genocidio.

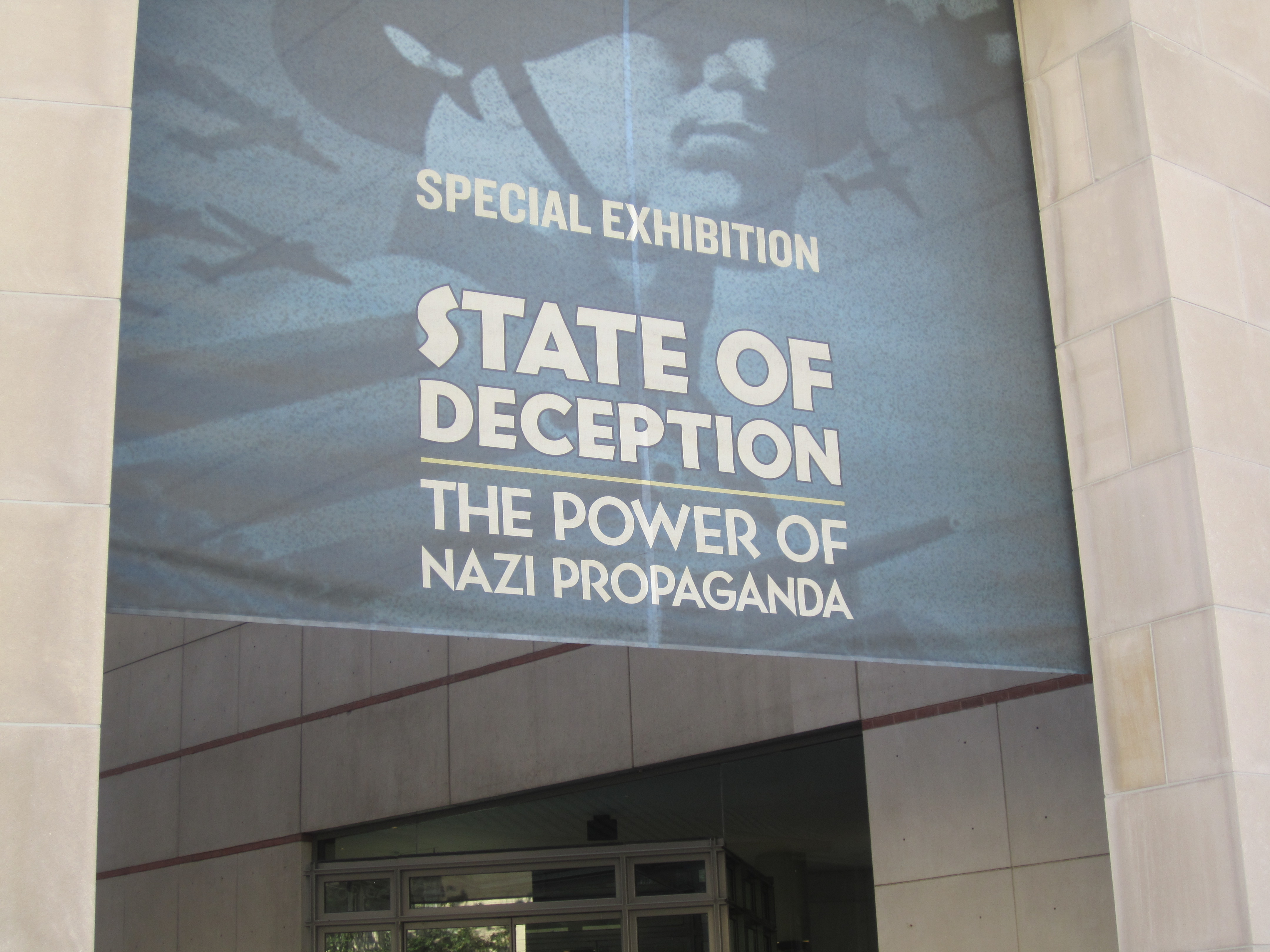
"State of Deception - The Power of Nazi Propaganda". Una mostra del museo nel 2011, dedicata alla mistificazione della propaganda nazista

### Commissione per la Coscienza
Una delle più importanti programmi del museo, riguarda la Commissione per la Coscienza (conosciuta anche con l'acronimo: CoC). Questa commissione che ha uffici nel museo, è basata su un accordo che "interconette" il Governo federale degli Stati Uniti d'America e una think tank finanziata da privati, che per mandato presidenziale si impegna nella continua ricerca dei diritti umani violati in tutto il mondo. Richiamandosi alla Convenzione per la prevenzione e la repressione del delitto di genocidio, approvata dalle Nazioni Unite nel 1948 e ratificata dagli Stati Uniti nel 1988, il CoC è intervenuta come commentatrice di primo piano e imparziale nel genocidio del Darfur, così come anche nella guerra cecena russa, un'area che il CoC aveva individuata come candidata a possibili genocidi. La CoC comunque, non ha nessun potere decisionale sulle questioni che implicano i diritti umani: è da considerarsi invece, una istituzione che ha lo scopo di fornire consulenza sia al governo americano, sia agli altri governi.

### Giornate Nazionali della Memoria delle Vittime dell'Olocausto
Le Giornate della Memoria delle Vittime dell'Olocausto  (DRVH) sono giornate che per una durata di 8 giorni, gli Stati Uniti dedicano a commemorazioni speciali sulla Shoah con la partecipazione dei cittadini americani su speciali programmi educativi e cognitivi sull'Olocausto.
Gli otto giorni annuali del DRVH iniziano di norma la domenica che precede l'osservanza ebraica dello Yom HaShoah (יום השואה yom ha-sho'āh) ovvero il Giorno della Memoria (o la "Giornata del ricordo dell'Olocausto), e continuano fino alla domenica successiva. Queste giornate sono programmate in genere nel mese di aprile o maggio.
Ogni anno, il Museo designa un tema speciale per osservanze le giornate del DRVH organizzando gratuitamente tutto l'occorrente per sostenere, in tutti gli Stati Uniti, le osservanze e programmi connessi a tale tema. I temi trascorsi sono stati:
- 2011 - Justice and Accountability in the Face of Genocide: What Have We Learned?
- 2010 - Stories of Freedom: What You Do Matters
- 2009 - Never Again: What You Do Matters
- 2008 - Do Not Stand Alone: Remembering Kristallnacht
- 2007 - Children in Crisis: Voices From the Holocaust
- 2006 - Legacies of Justice
- 2005 - From Liberation to the Pursuit of Justice
- 2004 - For Justice and Humanity
- 2003 - For Your Freedom and Ours
- 2002 - Memories of Courage
- 2001 - Remembering the Past for the Sake of the Future

### Istituto nazionale per l'educazione sull'olocausto
Un importante aspetto del museo riguarda l'educazione sull'olocausto. Un organo costituito dal museo è infatti l'Istituto nazionale per l'educazione sull'olocausto. Attraverso questa istituzione si sono costituiti diversi programmi per migliorare la conoscenza sul tema della Shoah.

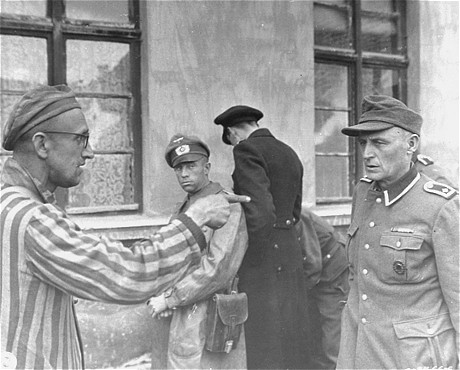
Dall'archivio del Museo. Un sopravvissuto russo identifica un aguzzino nazista. 1945, Campo di Buchenwald liberato dalla Prima Armata, 3ª divisione corazzata degli Stati Uniti

Uno dei tanti, riguarda un convegno annuale per l'educazione degli insegnanti delle scuole. La Arthur and Rochelle Belfer National Conference for Educators infatti è uno dei più importanti convegni che, finanziato da una fondazione privata (Fondazione Belfer), vede ogni anno, la partecipazione di oltre 200 insegnanti di scuole medie e di scuole secondarie provenienti da ogni parte degli Stati Uniti. Questa divisione del museo inoltre organizza workshop in tutti gli Stati Uniti per formare insegnanti sull'olocausto e partecipando al programma Museum Teacher Fellowship Program (MTFP)
Inoltre il programma forma i formatori degli insegnanti stessi che a loro volta insegneranno nelle loro scuole, nelle comunità e in organizzazioni professionali. Alcuni partecipanti del programma MTFP partecipano anche al corpo scolastico regionale che rappresenta una iniziativa per sviluppare l'educazione all'olocausto a livello nazionale
Dal 1999, inoltre il USHMM si adopera nei confronti dei professionisti del servizio pubblico come forze dell'ordine, militari, funzionari pubblici e giudici federali con lezioni di etica basata nella storia dell'Olocausto. In collaborazione con l'Anti-Defamation League più di 21.000 agenti delle forze di forze dell'ordine in tutto il mondo e locali, come l'FBI e i dipartimenti di polizia locale sono stati addestrati ad agire in modo professionale e democratico.

### In ricordo dei bambini: La storia di Daniele
La storia di Daniele è una mostra progettata per spiegare l'Olocausto ai bambini delle scuole elementari e delle scuole medie. Inaugurata nel 1993 e recensita da psichiatri, racconta la storia di Daniele, un bambino immaginario la cui storia è stata costruita sulla base di una serie di storie vere di bambini che subirono l'Olocausto. Grazie alla sua grande popolarità tra le famiglie, è diventata una mostra permanente del Museo, ed ancora oggi è aperta al pubblico.

### Stephen Tyrone Johns Memorial
Nell'ottobre 2009, l'USHMM ha scoperto una targa commemorativa in onore del Delegato Speciale Stephen Tyrone Johns. In risposta alle manifestazioni di cordoglio seguite dopo la sparatoria del 10 giugno 2009, ha stabilito anche una iniziativa: la Stephen Tyrone Johns Summer Youth Leadership Program. Secondo questa iniziativa, ogni anno, 50 giovani circolanti nella zona di Washington DC sono invitati alla USHMM per conoscere l'Olocausto in onore della memoria di Johns.

### Strumenti di ricerca online
Il Museo fornisce una grande varietà di strumenti di ricerca online:
- Il sito: Il sito ufficiale del Museo (www.ushmm.org) è un importante strumento di ricerca. Il sito, consultabile in inglese, francese, spagnolo, russo, turco, portoghese, arabo, persiano, urdu, greco, cinese e parzialmente anche in altre lingue fra cui l'italiano. Presenta otto sezioni principali: Museum, Education, Research, History, Remembrance, Genocide, Support e Connect con circa 80 importanti voci di menù a discesa. Se l'Annual Design Awards ha definito il Museo un "capolavoro di comunicazione"[48] il sito è stato ed è lo strumento usato da moltissimi per la comprensione accurata di temi come l'olocausto e i genocidi. Il sito ha avuto 25 milioni di visite nel 2008 con una media giornaliera di visite da 100 diversi paesi del mondo.

- Sul suo sito web, mostre online[49]

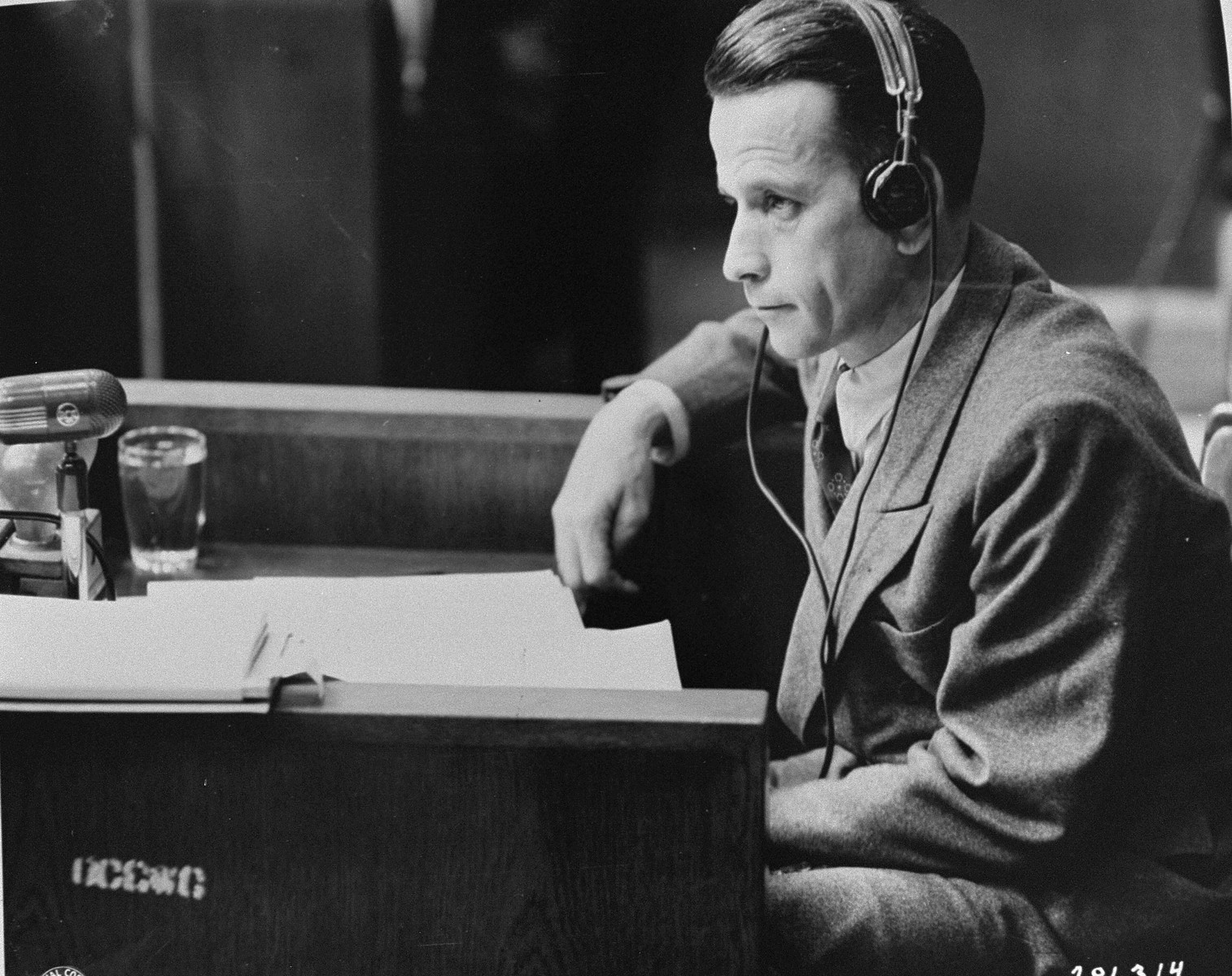
Dall'archivio del Museo. Il criminale e medico nazista Waldemar Hoven. Al Processo ai dottori in Norimberga venne riconosciuto colpevole di crimini di guerra, crimini contro l'umanità e membro di un'organizzazione criminale; venne impiccato il 2 giugno 1948 nella prigione di Landsberg am Lech, in Baviera

- Un altro progetto importante sviluppato dal Museo è la propria enciclopedia multilingue sull'olocausto on line con migliaia di voci[50][51][52]
- Un altro strumento on line riguardano le notifiche anticipate gratuite, degli articoli di prossima pubblicazione,[53] per abbonati e non abbonati della rivista Holocaust and Genocide Studies del museo, edita in collaborazione con la Oxford University Press.[54]
- Il Museo ha stretto una partnership con Apple Inc. per la pubblicazione di podcast gratuiti su iTunes sull'olocausto, l'antisemitismo e la prevenzione del genocidio.[55]

- Il Museo ha anche un proprio canale su YouTube[56]
- Un account ufficiale su Facebook[57]
- Una pagina su Twitter[58]
- Un servizio di newsletter e-mail per essere sempre aggiornati su programmi ed iniziative del Museo Il servizio di newsletter e-mail
- Esiste inoltre una iniziativa per la mappatura della prevenzione del Genocidio che ha visto la collaborazione del USHMM e Google Earth. L'iniziativa prevede la raccolta, la condivisione di tutte le informazioni relative sulle crisi emergenti nel mondo che possono sfociare in genocidi o crimini contro l'umanità. Iniziativa già utilizzata nel Darfur. Il Museo intende ampliare il suo campo di applicazione a tutte le violazioni dei diritti umani. Vuole costruire una "mappa interattiva di crisi globale" per condividere e comprendere in modo rapido le dovute informazioni in modo che quando si tratta di violazioni di diritti umani si consenta la prevenzione e la risposta più efficace da parte del mondo.[59]

### La rivista: "Holocaust and Genocide Studies"
In collaborazione con la Oxford University Press e con tre numeri all'anno, la rivista Holocaust and Genocide Studies è la rivista del museo che riporta saggi e recensioni di storia, letteratura, studi religiosi, scienze politiche, sociologia, antropologia e molto altro. Sulla rivista si scrive non solo dell'olocausto ma di ogni genocidio passato e presente. Gli articoli inducono il lettore "a confrontarsi con tutti i comportamenti umani [....] e a riconsiderare il concetto di stato e le conseguenze dei nostri metodi di organizzazione politica e sociale" Quindi una vasta gamma di discipline accademiche nonché "saggi interpretativi, recensioni di libri, una bibliografia completa delle opere di recente pubblicazione, e un elenco annuale aggiornato dei principali centri di ricerca specializzati in studi sull'Olocausto"

## Governance

Il logo del Museo

La supervisione generale del museo, è affidata ad un comitato di persone denominata States Holocaust Memorial Council. Il comitato (Consiglio) di alto profilo, comprende 55 privati cittadini nominati direttamente dal presidente degli Stati Uniti, da cinque membri del Senato, da cinque membri della Camera dei Rappresentanti, e da tre membri fra cui un ex-officio del Dipartimenti di Stato, uno del Dipartimento dell'Istruzione, e l'altro del Dipartimento degli Interni.
Dal momento della sua apertura, il Comitato è stato guidato dai seguenti funzionari:
- Presidente : Miles Lerman. Vice Presidente: Ruth B. Mandel. Nominati dal Presidente Bill Clinton nel 1993.
- Presidente : Rabbino Irving Greenberg. Nominato dal Presidente Bill Clinton nel 2000
- Presidente : Fred S. Zeidman, nominato dal Presidente George W. Bush nel 2002. Vice Presidente: Joel M. Geiderman. Nominato dallo stesso Presidente nel 2005.

Il Consiglio ha nominato inoltre anche i seguenti direttori del museo:
- Jeshajahu Weinberg, 1987-1994
- Walter Reich, 1995-1998
- Sara Jane Bloomfield, 1999, (attualmente in carica)

## Studiosi e accademici del Museo
- Prof. George Mosse (Fellow - Professor of History, University of Wisconsin-Madison)
- Dr. Michael Berenbaum, Direttore Research Institute, United States Holocaust Memorial Museum
- Dr. Sybil Milton, responsabile dello staff storico del museo.[62] (deceduta nel 2000)[63]
- Martin C. Dean, accademico e ricercatore della Center for Advanced Holocaust Studies[64]
- Alvin H. Rosenferd, Indiana University, (Presidente del Comitato Accademico del Museo)[65]
- Doris L. Bergen, University of Toronto, (membro del Comitato Accademico del Museo)
- Richard Breitman, American University, (membro del Comitato Accademico del Museo)
- Cristopher R. Browning, University of North Carolina, (membro del Comitato Accademico del Museo)
- David Engel, New York University, (membro del Comitato Accademico del Museo)
- Zvi Y. Gitelman, University of Michigan, (membro del Comitato Accademico del Museo), (membro dell'United States Holocaust Memorial Council)
- Peter Hayes, Northwestern University, (membro del Comitato Accademico del Museo)
- Sara R. Horowitz, York University, (membro del Comitato Accademico del Museo)
- Steven T. Katz, Boston University, (membro del Comitato Accademico del Museo)
- William S. Levince, Phoenix - Arizona, (membro del Comitato Accademico del Museo), (membro dell'United States Holocaust Memorial Council)
- Deborah E. Lipstadt, Emory University, (membro del Comitato Accademico del Museo), (membro dell'United States Holocaust Memorial Council)
- Michael R. Marrus, University of Toronto, (membro del Comitato Accademico del Museo)
- John T. Pawlikowski, Catholic Theological Union, (membro del Comitato Accademico del Museo)
- Aron Rodrigue, Stanford University, (membro del Comitato Accademico del Museo)
- Menachem Z. Rosensaft, American Gathering of Jewish Holocaust Survivors and Their Descendants, (membro del Comitato Accademico del Museo), (membro del USHMM)
- George D. Schwab, National Committee on American Foreign Policy, (membro del Comitato Accademico del Museo)
- Nechama Tec, University of Connecticut (prof. emerito), (membro del Comitato Accademico del Museo)
- James E. Young, University of Massachusetts, (membro del Comitato Accademico del Museo)
- Dr. Robert P. Ericks, Pacific Lutheran University, (Presidente del Comitato per l'etica, la religione e l'Olocausto)
- Dr. Mary Boys, Union Theological Seminary, New York, (Comitato per l'etica, la religione e l'Olocausto)
- Dr. Mark D. Goodman, Cambridge, Massachusetts, (Comitato per l'etica, la religione e l'Olocausto)(membro dell'United States Holocaust Memorial Council)
- Dr. Adam Gregerman, Institute for Christian-Jewish Studies, Baltimore, (Comitato per l'etica, la religione e l'Olocausto)
- Dr. David Gushee, Mercer University, (Comitato per l'etica, la religione e l'Olocausto)
- Dr. Stephen Haynes, Rhodes College, (Comitato per l'etica, la religione e l'Olocausto)
- Dr. Susannah Heschel, Dartmouth College, (Comitato per l'etica, la religione e l'Olocausto)
- Dr. Henry F. Knight, Keene State College, (Comitato per l'etica, la religione e l'Olocausto)
- Fr. Dennis McManus, Georgetown University, (Comitato per l'etica, la religione e l'Olocausto)
- Dr. Rochelle L. Millen, Wittenberg University, (Comitato per l'etica, la religione e l'Olocausto)
- Dr. Beverly E. Mitchell, Wesley Theological Seminary, (Comitato per l'etica, la religione e l'Olocausto)
- Mrs. Margaret M. Obrecht, Baltimore, Maryland, (Comitato per l'etica, la religione e l'Olocausto)
- Fr. John T. Pawlikowski, Catholic Theological Union, (Comitato per l'etica, la religione e l'Olocausto)
- Mr. Daniel J. Silva, Washington, DC, (Comitato per l'etica, la religione e l'Olocausto) (membro dell'United States Holocaust Memorial Council)
- Dr. Kevin Spicer, Stonehill College, (Comitato per l'etica, la religione e l'Olocausto)
- Rabbi Burton L. Visotzky, Jewish Theological Seminary, (Comitato per l'etica, la religione e l'Olocausto)

### Accademici studiosi dell'olocausto, ospiti del Museo
Alcuni dei più importanti accademici, storici ed esperti dell'Olocausto di tutto il mondo sono stati ospiti del Museo come consulenti e relatori di convegni sull'olocausto e sui soggetti e le categorie perseguitati e trucidati dal nazismo. Fra i tanti, alcuni di questi ospiti sono stati:
- Professor Christine King, Vice-Rettore della Staffordshire University - Regno Unito
- Dr. Detlef Garbe, Direttore del Neuengamme Concentration Camp Memorial Museum - Germania
- Dr. John Conway, Professore di Storia alla University of British Columbia - Canada
- Dr. John Kirsten, Assistente Direttore del Wewelsburg District Museum - Germania
- Dr. Wulff Brebeck, Direttore Wewelsburg District Museum - Germany
- Dr. Sigrid Jacobeit, Direttore Ravensbruck Memorial - Germany
- Dr. Susannah Heschel, Professore di Religione, Case Western Reserve University - Stati Uniti
- Dr. Joachim Gorlitz, Direttore Brandenburg Archive - Germany

## Rapporto su alcuni risultati significativi conseguiti dal museo
L'Annual Design Awards ha definito il Museo un "capolavoro di comunicazione". Mentre questo risulta essere vero, secondo questi critici, per la struttura e la composizione di quanto contenuto nel Museo (è un "capolavoro di comunicazione" che presenta la storia dello sterminio degli ebrei senza "cadere nel triviale, nella glorificazione o nel sentimentale"), è anche vero per le iniziative che il Museo ha promosso per far conoscere sia aspetti parzialmente noti, sia aspetti inediti collegati al tema dell'olocausto oltre che per la consulenza prestata in diverse parti del mondo.
Il Museo con il suo attuale direttore ha negoziato per la prima volta il prestito degli scritti originali di Anna Frank. Ha fornito consulenze professionali a musei di diverse nazioni della terra come per esempio con il Museo Ebraico di Berlino, il Memoriale del governo argentino per la guerra sporca, Il museo dell'Olocausto di Buenos Aires, Il comitato per il memoriale del Ground Zero di New York, e all'Iraq Memory Foundation. I molti altri risultati conseguiti dal Museo sono riportati dai rapporti annuali che compila il Museo stesso

## Un attentato al Museo
Il 10 giugno 2009 all'USHMM ci fu un grave attentato operato da James Von Brunn, un anziano filonazista americano. L'uomo di 89 anni introdottosi all'interno del Museo sparò colpi di arma da fuoco uccidendo una persona addetta alla sicurezza. Nella sparatoria che ne seguì, l'attentatore fu ferito dalla risposta al fuoco delle guardie giurate del Museo. Come riferiva il sito del principale quotidiano italiano: "L'autore della sparatoria [....] noto per le proprie prese di posizione razziali e filonaziste e che era stato per 6 anni in carcere dopo aver tentato nel 1981 da privato cittadino di mettere l'intero board della Federal Reserve «sotto arresto»" Molte furono le manifestazioni di cordoglio per la persona uccisa, il signor Stephen Tyrone Johns, delegato speciale.